# 南美鸛
南美鸛（Mycteria cinerea），又名灰䴉鸛、白䴉鸛或乳白鸛，是一種大型的鸛。

## 特徵
成年体型中等的南美鸛長91-97厘米。雄鳥及雌鳥相像，羽毛都是呈白色，面部沒有毛及呈紅色，尾巴及飛羽長而且呈黑色，有綠色光澤。成鸟翼长为43.5-50厘米。

## 分佈
南美鸛只分佈在东南亚，如柬埔寨、馬來西亞、印尼群島的蘇門答臘、爪哇島、峇里、松巴哇島、蘇拉威西島及布敦島等。

## 威脅
南美鸛因失去海邊的棲息地、獵殺及貿易而被列為易危。2013 年，由於個體數量仍不斷減少，國際自然保護聯盟將南美鸛由易危提升為瀕危物種。

## 外部連結
- Species factsheet（页面存档备份，存于） – BirdLife International